# Atlantogenata
Atlantogenata – proponowany klad łożyskowców w randze magnordo obejmujący szczerbaki (Xenarthra) i afrotery (Afrotheria). Wraz z boreoeutheria wchodzą w skład ssaków wyższych. O tym, że to takson monofiletyczny świadczą dowody genetyczne.